# هیت (نوازنده)
هیت، هیروشی موریئه (به ژاپنی: 森江 博 Hiroshi Morie); ۲۲ ژانویهٔ ۱۹۶۸ – ۲۹ اکتبر ۲۰۲۳) آهنگساز، خواننده، و ترانه‌پرداز اهل ژاپن بود. وی بین سال‌های ۱۹۸۶ تا ۲۰۲۳ میلادی فعالیت می‌کرد.